# Laje (arquitetura)

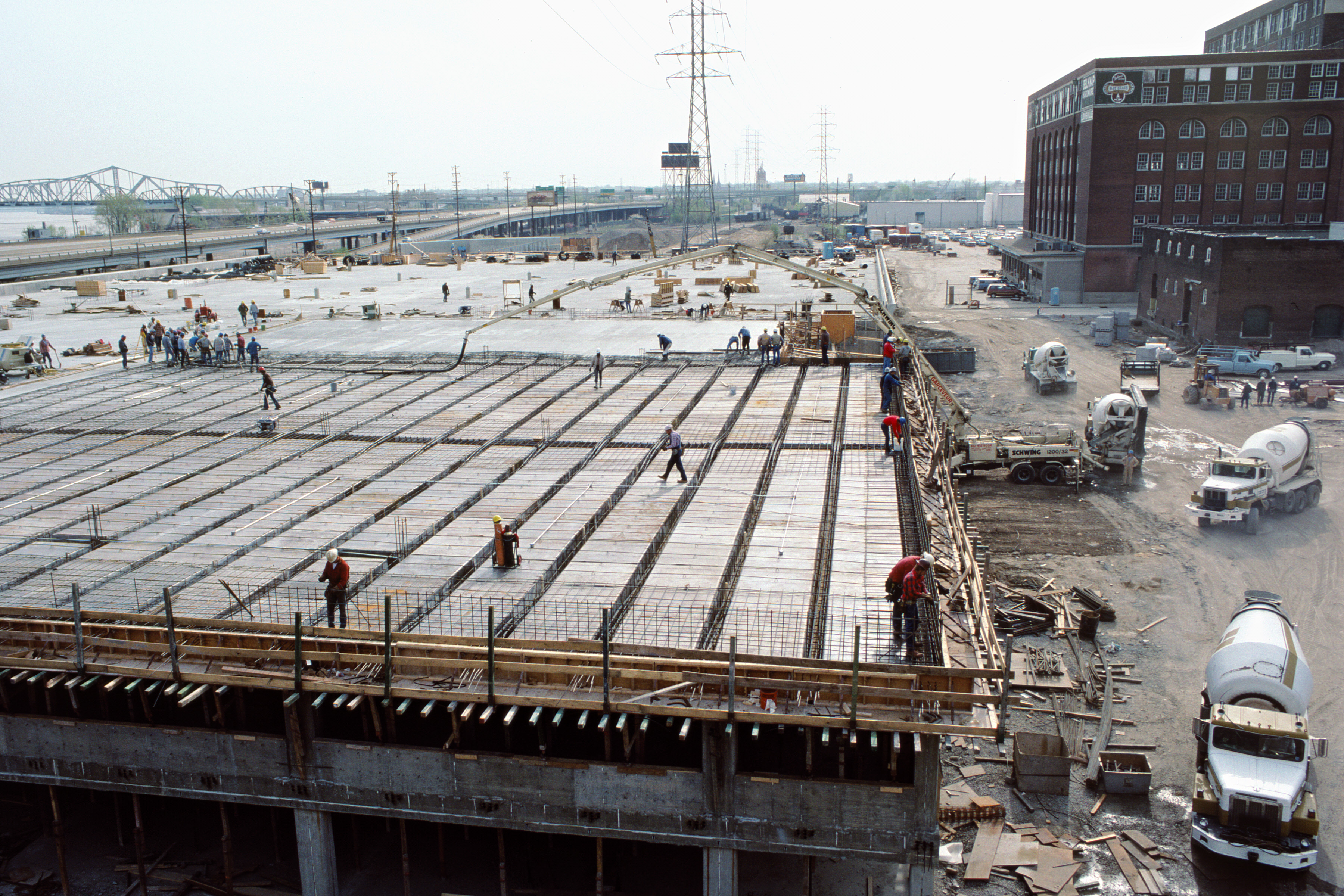
Laje em uma construção.

Uma laje (ou lajem) em engenharia civil e arquitetura é o elemento estrutural de uma edificação responsável por transmitir as acções que nela chegam para as vigas (ou directamente para os pilares no caso de lajes fungiformes) que a sustentam, e destas para os pilares..
As lajes também são elementos estruturais bidimensionais, caracterizadas por ter a espessura muito menor do que as outras duas dimensões. Outra característica que diferencia as lajes de outros elementos estruturais planos é que o carregamento que nela atua é perpendicular ao seu plano médio. 
Normalmente configura-se por uma lâmina horizontal, e seu material mais comum é o concreto armado. Por motivos de ordem econômica, é frequente o recurso a soluções com vigotas de concreto protendido(pt-BR) ou betão pré-esforçado(pt-PT?), preenchidas com abobadilhas em materiais cerâmicos ou outros materiais compósitos.